# روبرت مانويل (عسكري)
روبرت مانويل هو عسكري كندي، ولد في 21 فبراير 1935، وتوفي في 14 أبريل 2017.